# Codonopsis bicolor
Codonopsis bicolor là loài thực vật có hoa trong họ Hoa chuông. Loài này được Nannf. mô tả khoa học đầu tiên năm 1930.